# Ардатово (Мордовия)
Ардатово (эрз. Орданьбуе) — село в Дубёнском районе Мордовии. Административный центр Ардатовского сельского поселения.

## Этимология
Название села происходит от дохристианского имени эрзянина Ардата (эрз.  Ордат) — одного из первых поселенцев и основателей Старого Ардатова; сохранено в названии новой деревни на Метяковской (Тетяковской) пустоши (1671).

## География
Расположено на речке Кирдановка, в 3 км от районного центра и 28 км от железнодорожной станции Атяшево.

## История
В генеральных переписях упоминается как Ордатова на Кардалее Верхосурского стана (1624).
При создании Симбирского наместничества в 1780 году деревня Ардатова, при речке Метякове, дворцовых крещёной мордвы, вошла в состав Котяковского уезда, в которой жило 139 ревизских душ.
В «Списках населённых мест Симбирской губернии» (1863) Ардатово — удельная деревня из 156 дворов Алатырского уезда.
В 1884 г. в Ардатове было 233 двора (1 934 чел.); в 1913 г. — соответственно 320 и 2 177, в 1927 г. насчитывалось 1 984 чел.
В 1928 г. было создано ТОЗ «Маклага», 1929 г. — колхоз им. Калинина (председатель Я. И. Биушкин; 1958 г. — им. 21-го партсъезда; с 1996 г. — СХПК «Дружба».

## Инфраструктура
Средняя школа, Социальный центр, библиотека, отделение связи, магазины (3), футбольный корт, приёмный пункт, КБО, детский сад; проведены водопровод, газ, заасфальтированны дороги.

## Население
На 2001 год население составляло 1255 человек.
| 2002 | 2010  |
| ---- | ----- |
| 1124 | ↘1025 |

## Достопримечательности
- Памятник воинам-землякам, погибшим в годы Великой Отечественной войны.
- Близ села расположен могильник «Пиче алкс» («Под соснами», XVII—XVIII вв.), который в 1945 году исследовал П. Д. Степанов.

## Известные жители
- Е. Е. Мартьянова — Герой Социалистического Труда.
- Г. И. Рузавин — ученый.
- М. А. Якунчев — ученый.
- А. Д. Сульдина — поэтесса.
- Д. А. Малыйкин — Герой Российской Федерации.

## Источник
- Энциклопедия Мордовия, М. М. Сусорева.